# 杨银声
杨银声（1918年—1993年），中国人民解放军将领、中国人民解放军开国少将。
曾任中国人民解放军第65军副军长。1955年，授予中国人民解放军少将。1970年7月—1977年12月担任中国人民解放军总参谋部情报部政治委员。